# Подводен монумент Йонагуни
Подводният монумент Йонагуни (与那国海底構造物 (на японски: йонагуни кайтей ко:дзо:буц) представлява подводно скално образувание в близост до остров Йонагуни, най-южния от групата японски острови Рюкю.
Произходът и естеството му са предмет на спорове и не е установено със сигурност дали е природно или човешко творение или комбинация от двете. Открит е през 1986 година от водолази, които пристигат по тези брегове да изследват акулите чук.
Архитектурните образувания напомнят на пирамидите в древен Шумер. Многото правилни геометрични форми навеждат на мисълта, че това е по-скоро сътворено от човешка ръка. Първата експедиция от 1997 година обаче заключава, че това е по-скоро природно явление и вследствие на сеизмичната дейност скалата се разцепва и прави тези правилни геометрични форми. Втора експедиция, водена от Масааки Кимура става привърженик на тезата, че това е човешко творение на древна цивилизация.. Геолозите определят възрастта на този монумент на 10 до 16 хиляди години.